# Larry Charles
Larry Charles (Nova York, 20 de fevereiro de 1956) é um roteirista, diretor e produtor americano. É conhecido por ter participado da equipe de roteiristas do sitcom Seinfeld, para o qual contribuiu com algumas das tramas mais sombrias e absurdas, e por ter dirigido os filmes Borat: Cultural Learnings of America for Make Benefit Glorious Nation of Kazakhstan, Religulous e Brüno.